# Keiichi Misawa
Keiichi Misawa (japanisch 三澤 慶一 Misawa Keiichi; * 11. Juni 1988 in der Präfektur Nagano) ist ein japanischer Fußballspieler.

## Karriere
Misawa erlernte das Fußballspielen in der Schulmannschaft der Maebashi Ikuei High School. Seinen ersten Vertrag unterschrieb er 2007 bei Vissel Kobe. Der Verein spielte in der höchsten Liga des Landes, der J1 League. 2009 wechselte er zum Zweitligisten Thespa Kusatsu. Für den Verein absolvierte er drei Ligaspiele.